# Двигательная установка космического аппарата

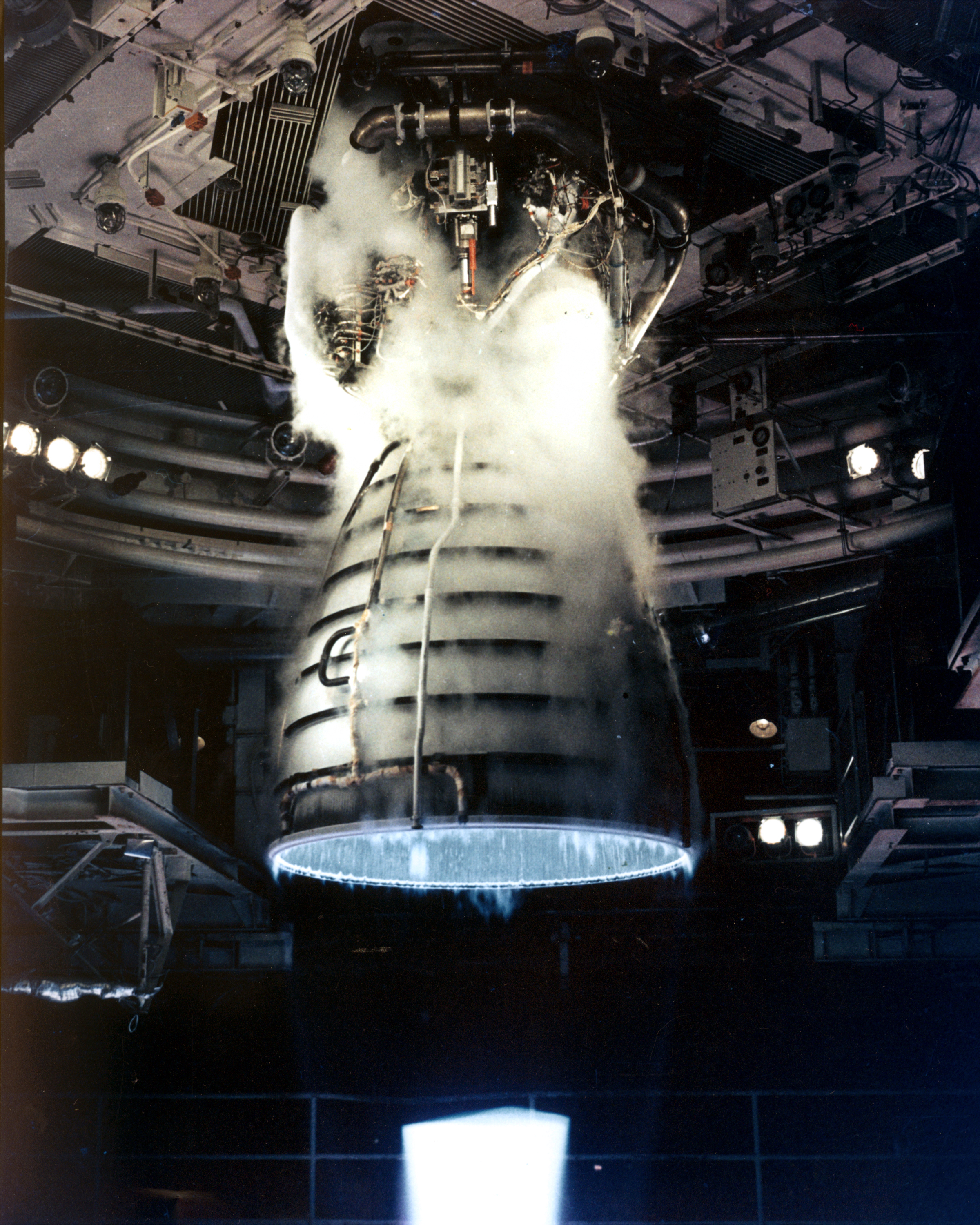
Маршевый двигатель транспортной системы «Спейс шаттл» во время огневых испытаний в «Космическом центре имени Джона Стенниса»

Двигательная установка космического аппарата — система космического аппарата, обеспечивающая его ускорение. 
Преобразует различные виды энергии в механическую, при этом могут отличаться как источники энергии, так и сами способы преобразования; каждый способ имеет свои преимущества и недостатки, их исследования и поиск новых вариантов продолжаются по сей день.
Наиболее распространенный тип двигательной установки космического аппарата — химический ракетный двигатель, в котором газ с высокой скоростью истекает из сопла Лаваля.
Кроме этого, распространение получили реактивные установки без сжигания топлива, в том числе электроракетные двигатели и другие. Перспективными двигателями являются установки на основе солнечного паруса.

## Назначение
После выведения космического аппарата в космос его положение в пространстве нуждается в корректировке. На начальном этапе это может быть связано с необходимостью переведения аппарата на заданную орбиту или траекторию, а также с обеспечением максимальной освещенности солнечных батарей, направленности антенн и систем наблюдения. В дальнейшем могут проводиться орбитальные манёвры, связанные как с использованием аппарата по назначению, так и вызванные технической необходимостью, например, в случае уклонения от других объектов. Низкоорбитальные системы, кроме того, подвержены торможению атмосферой, из-за чего поддержание их орбиты в течение долгого времени требует наличия у аппарата двигательной установки. После исчерпания возможностей манёвра период активной жизни аппарата считается завершённым.
Задачей двигательной установки межпланетных аппаратов может являться разгон до второй космической скорости (иногда для этого используется последняя ступень ракеты-носителя). Корректировка траектории обычно осуществляется серией коротких запусков двигателя, между которыми аппарат находится в свободном полете. Наиболее эффективным способом перемещения космического аппарата с одной круговой орбиты на другую является эллиптическая переходная орбита, касательная к обеим круговым. Для её формирования на начальном участке используется серия ускорений, а на конечном — серия торможений, остальное время аппарат перемещается по инерции. Иногда для торможения используются особые методы — например, за счёт аэродинамического сопротивления атмосферы планеты.

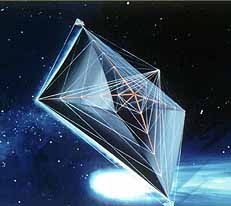
Рисунок солнечного паруса

Некоторые типы двигательных установок, например, электроракетные двигатели или солнечный парус, обеспечивают малое приращение скорости при длительном действии. В этом случае траектория межпланетного аппарата будет иной: постоянное ускорение в первой части пути и постоянное торможение во второй. Солнечный парус в качестве движителя был успешно испытан на японском аппарате «IKAROS».
Для межзвездных перелётов также требуются свои двигательные установки. В настоящее время таких устройств не существует, но ведётся обсуждение их возможных вариантов. Расстояние до ближайших к Солнцу звёзд чрезвычайно велико, и достижение цели за приемлемое время требует высокой скорости полёта. Разгон и торможение межзвёздного корабля является непростой задачей для конструкторов.

## Эффективность
Основная задача двигательной установки — изменять скорость космического аппарата. Поскольку требуемая для этого энергия зависит от массы аппарата, конструкторы используют понятие импульса, равного произведению массы на скорость. Таким образом, двигательная установка изменяет импульс космического аппарата.
Для аппаратов, двигательная установка которых работает на участке выведения (как, например, у транспортной системы «Спейс шаттл»), выбранный способ ускорения должен обеспечить преодоление земного притяжения — придать аппарату первую космическую скорость, которая для Земли составляет около 7,9 км/с. При движении вокруг планеты воздействие двигательной установки приводит к изменению орбиты аппарата.
Достижение заданной скорости может быть обеспечено короткими периодами включения двигательной установки при больших ускорениях либо длительными периодами включения с малыми ускорениями. При этом второй метод малопригоден для выведения аппарата в космос, так как требует непомерных затрат энергии на преодоление планетарной гравитации. Однако тело, выводимое в космос, на начальном этапе траектории может, аналогично самолёту, использовать подъёмную силу крыла, пока не достигнет менее плотных слоёв атмосферы.
Для человека привычно воздействие гравитации, характеризуемой ускорением свободного падения примерно 9,8 м/с², или 1 g. Для пилотируемого аппарата идеальной двигательной установкой была бы система, обеспечивающая постоянное ускорение, равное этой величине, что устранило бы неприятные явления у экипажа: тошноту, ослабление мышц, вымывание кальция из костной ткани, потерю чувства вкуса. Однако обеспечить такое ускорение затруднительно: при выведении это привело бы к неэффективному расходу горючего, а в космосе не соответствовало бы основным задачам аппарата или приводило бы к слишком долгому времени полёта.
Закон сохранения импульса устанавливает, что при изменении импульса космического аппарата должен меняться импульс чего-то ещё, чтобы общий импульс системы был постоянным. Для двигательных установок, использующих энергию магнитных полей или давления света, этой проблемы не существует, но большинство космических аппаратов вынуждены иметь на борту запас рабочего тела, за счет отбрасывания которого может меняться импульс самого аппарата. Двигательные установки, работающие на этом принципе, называются реактивными.
Для ускорения рабочего тела нужна энергия, которую можно получить из различных источников. В твердотопливных, жидкостных и гибридных ракетных двигателях энергия выделяется при химической реакции компонентов, а рабочим телом является образовавшийся в результате газ, под высоким давлением истекающий из сопла. В ионном двигателе для разгона частиц рабочего тела используется электрическая энергия, получаемая от солнечных батарей, ядерной силовой установки или из других источников.
При оценке эффективности реактивных двигательных установок используют понятие удельного импульса, равного отношению создаваемого импульса к расходу рабочего тела. В системе СИ удельный импульс имеет размерность «метр в секунду», но на практике чаще используется размерность системы МКГСС — «секунда».
Более высокий удельный импульс соответствует более высокой скорости истечения рабочего тела, однако энергия, требуемая для ускорения рабочего тела, пропорциональна квадрату скорости, из-за чего с увеличением удельного импульса падает энергетическая эффективность двигательной установки. Это является недостатком двигателей большой мощности, в результате чего большинство двигателей с высоким удельным импульсом имеют малую тягу, как, например электроракетные двигатели.

## Типы двигательных установок
Двигательные установки подразделяются на несколько типов в зависимости от физических принципов, лежащих в их основе.

### Реактивные двигатели
Реактивная двигательная установка изменяет скорость космического аппарата за счет отбрасывания рабочего тела. При этом движение аппарата подчиняется закону сохранения импульса и следствиям из него.
Примерами реактивных двигателей могут служить ракетные двигатели, в том числе электрические, двигатели с использованием сжатого газа, а также экзотические варианты на основе электромагнитных ускорителей. На участке выведения космические аппараты могут использовать реактивные двигатели, работающие на атмосферном кислороде.

#### Химический ракетный двигатель

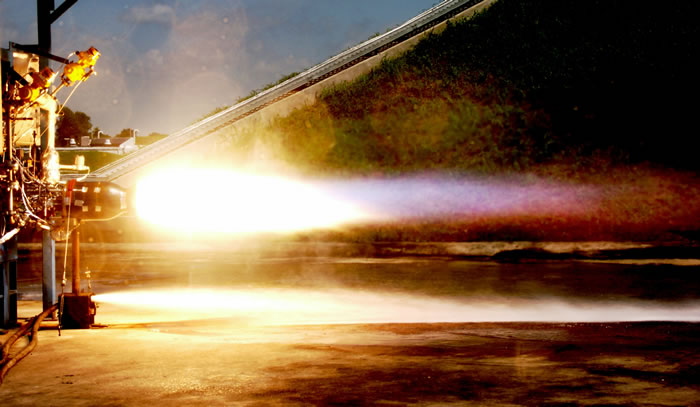
Испытания двигателя «Кестрел» компании «SpaceX»

Большинство ракетных двигателей является двигателями внутреннего сгорания. Рабочим телом в них является горячий газ, который образуется при реакции горючего с окислителем в камере сгорания. В некоторых случаях в качестве топлива используются один или более двух компонентов. Продукты химической реакции из камеры сгорания попадают в сопло Лаваля, обеспечивающее максимальное преобразование тепловой энергии в кинетическую. Скорость газа на выходе обычно десятикратно превышает скорость звука на уровне моря.
Химические ракетные двигатели являются самыми мощными среди всех видов двигателей космических аппаратов. Они используются в том числе при выводе аппаратов в космос.
Проект ионного ракетного двигателя предполагает разогрев плазмы или ионизированного газа внутри «магнитной бутылки» и выпуск его через «магнитное сопло». При этом плазма не контактирует с частями аппарата. Создание подобного двигателя представляет собой чрезвычайно сложную задачу, но его принципы уже используются в ядерной физике или проходят апробацию в лабораторных условиях.

#### Электрический ракетный двигатель

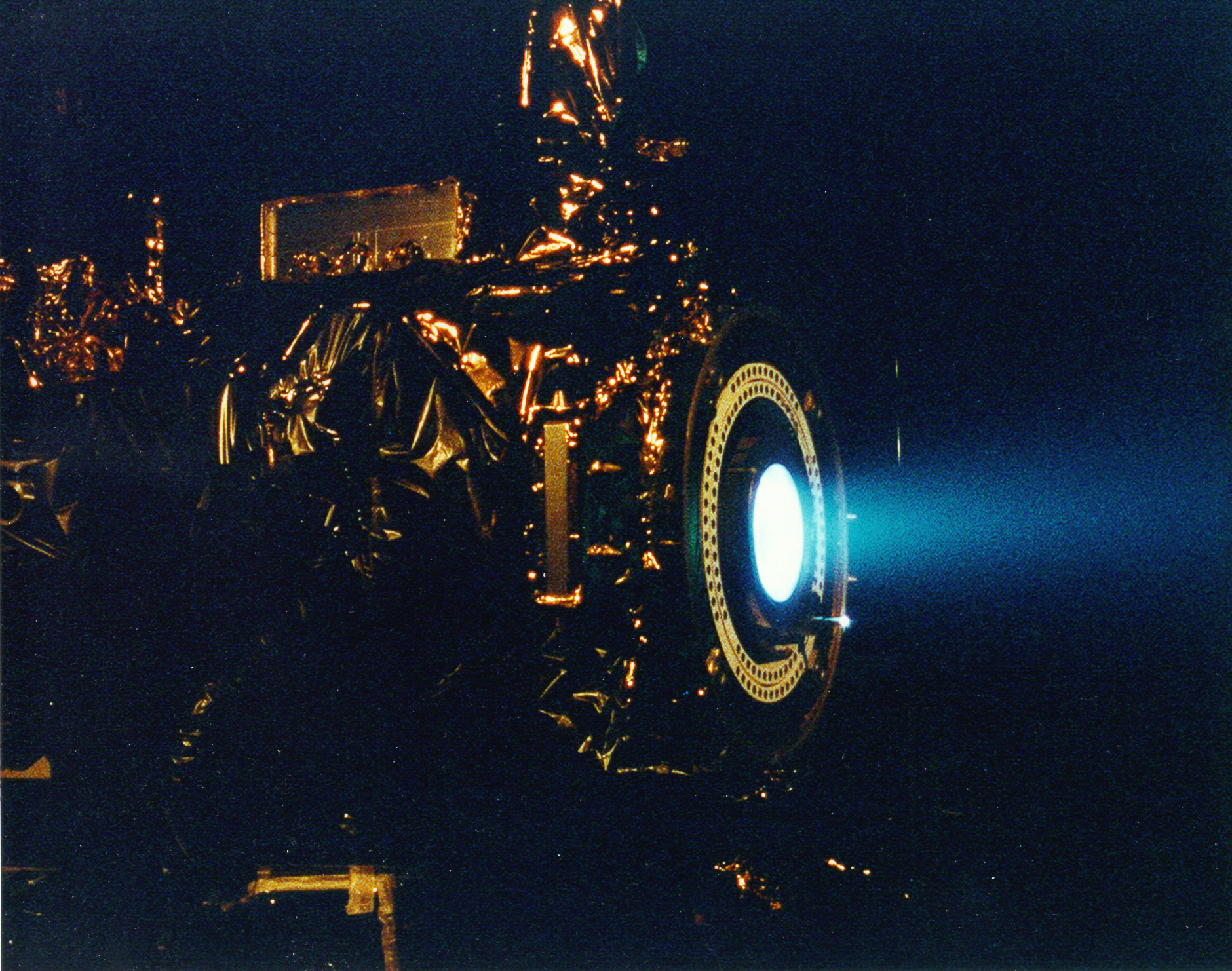
Испытания ионного двигателя

Помимо ускорения рабочего тела за счёт газодинамических сил, возможно использование прямого воздействия на его частицы. Для этого используются электромагнитные силы, а в качестве рабочего тела выбирается, как правило, газ. За счет электрической энергии газ сначала ионизируется, а затем ускоряется электрическим полем и с высокой скоростью выбрасывается из двигателя.
Возможность создания такого двигателя в 1906 году впервые упомянул Роберт Годдард в своей записной книжке. В 1911 году подобную идею опубликовал Константин Циолковский.
Для электрических ракетных двигателей энергетическая эффективность обратно пропорциональна скорости истечения рабочего тела и создаваемой тяге. Из-за этого при современном развитии энергетики двигательные установки такого типа являются маломощными, но при этом расходуют очень малое количество рабочего тела.
При полётах на относительно близких расстояниях от Солнца энергию для электрических ракетных двигателей можно получать с помощью солнечных батарей. При полетах в дальний космос требуется использовать другой источник энергии — например, ядерный реактор.
Возможности энергетической установки являются основным сдерживающим фактором при использовании электрических ракетных двигателей, так как вместе с количеством вырабатываемой энергии растет и масса самой установки, что повышает массу космического аппарата и требуемую тягу для его ускорения.
Существующие ядерные силовые установки примерно в два раза легче солнечных батарей той же мощности при работе в окрестностях земной орбиты. Химические генераторы не используются из-за более короткого времени работы. Одним из перспективных вариантов электропитания космического аппарата является передача энергии в виде луча, но потери на рассеивание делают такой способ неподходящим для дальних перелетов.
К электрическим ракетным двигателям относятся:
- Ионный двигатель (ускорение ионов с последующей нейтрализацией потоком электронов)
  - Электростатический ионный двигатель
  - Электростатический ракетный двигатель
  - Двигатель на эффекте Холла
  - Коллоидный двигатель[англ.]
- Электротермический двигатель (разогрев рабочего тела электромагнитным полем до состояния плазмы и выпуск через сопло)
  - Электротермический двигатель на постоянном токе
  - Микроволновой электротермический двигатель
  - Пульсирующий плазменный двигатель
  - Геликоидальный двигатель с двойным слоем плазмы[англ.]
- Электромагнитный двигатель (ускорение ионов силой Лоренца или электромагнитным полем, в котором электрическое поле не совпадает с направлением ускорения)
  - Магнитоплазмодинамический двигатель[англ.]
  - Безэлектродный плазменный двигатель[англ.]
  - Пульсирующий индуктивный двигатель[англ.]
  - Электромагнитный ракетный ускоритель

В электротермических и электромагнитных двигателях ионы и электроны ускоряются одновременно, что устраняет необходимость нейтрализации потока.

### Двигатели без рабочего тела

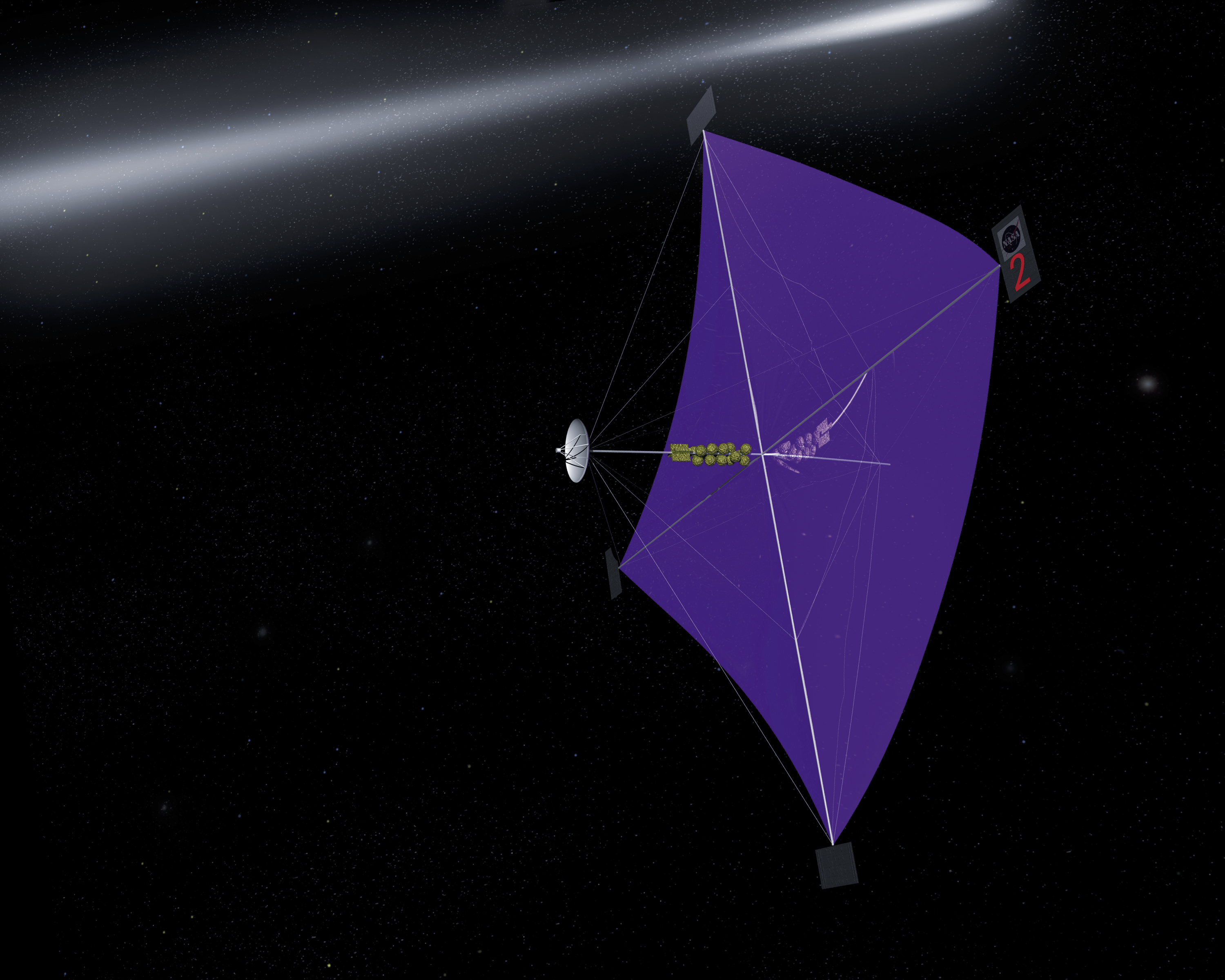
По данным NASA, размер космического паруса должен быть порядка полукилометра

Закон сохранения импульса устанавливает, что без отбрасывания рабочего тела изменить положение центра масс космического аппарата невозможно. Однако в космосе действуют гравитационные силы, магнитные поля и солнечная радиация. Несколько двигательных установок основаны на их использовании, но из-за распределённости этих сил в пространстве установки имеют большой размер.
Существует несколько двигателей, не требующих рабочего тела или требующих крайне малое его количество. К ним относятся тросовые системы, солнечные паруса, использующие давление света, и магнитные паруса, отражающие солнечный ветер с помощью магнитного поля.
Космический аппарат подчиняется закону сохранения момента импульса, поэтому вместо вращения вокруг центра масс в качестве двигательной установки может быть использована часть этого аппарата, поворачиваемая в противоположную сторону. При этом не требуется расхода рабочего тела, однако на аппарат влияют внешние силы, например, гравитационные или аэродинамические, из-за чего периодически требуется «разгрузка» основной двигательной установки другим способом, например, за счет реактивных двигателей. Реализацией данного принципа являются силовые гироскопы (гиродины).
Ещё одним способом использования гравитационного поля планеты является инерционный двигатель. Он основан на изменении момента инерции аппарата на различных участках орбиты, однако для получения ощутимого эффекта размеры системы должны быть достаточно большими.
Также для изменения траектории космического аппарата используется гравитационный манёвр. В этом случае для разгона или торможения используется гравитация небесных тел. При использовании ракетного двигателя эффективность гравитационного манёвра можно повысить.

### Гипотетические двигатели

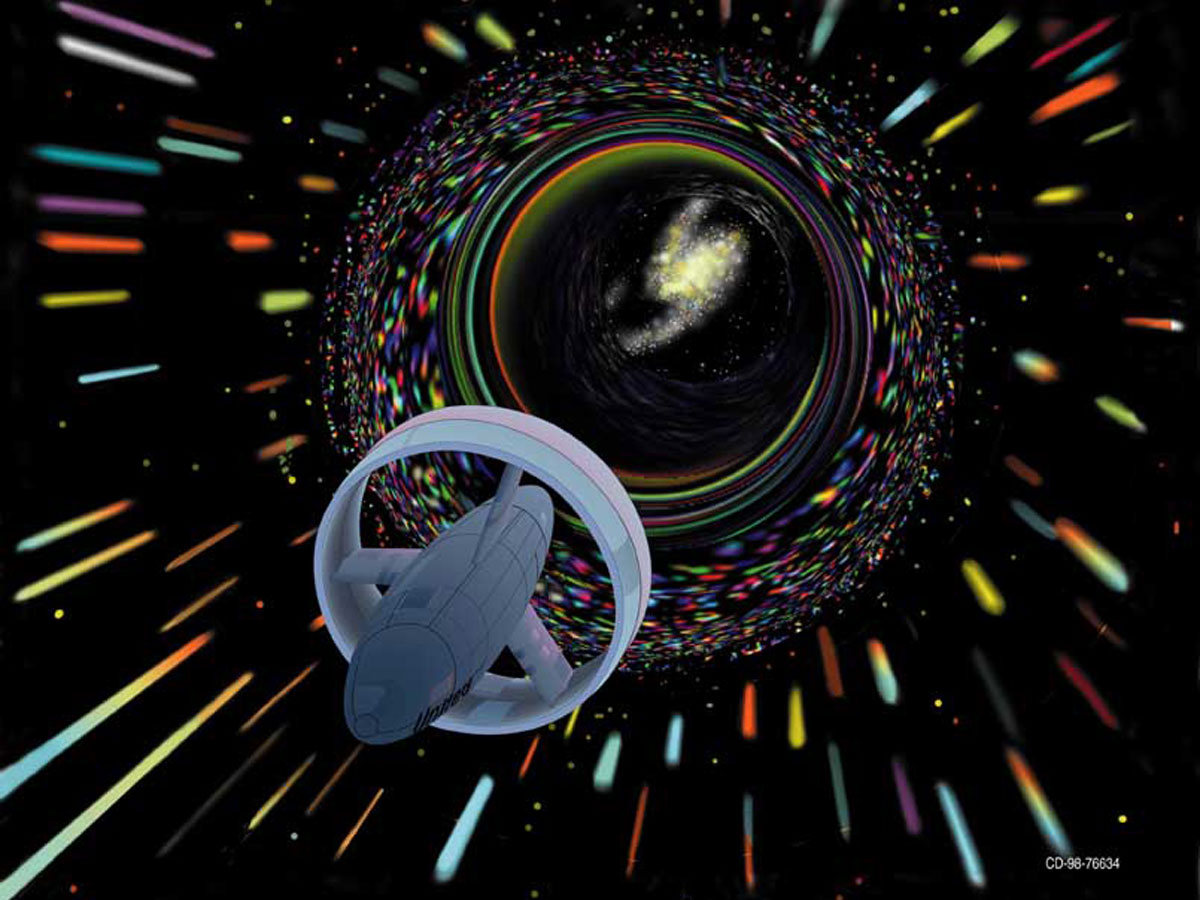
Полет через червоточину в представлении художника

Существует несколько гипотетических вариантов двигательных установок космических аппаратов, основанных на новых физических принципах и, возможно, не реализуемых на практике. К настоящему моменту особый интерес вызывают следующие:
- EmDrive — пытается обойти закон сохранения импульса, но не создаёт никакой тяги[16].
- гравитационный двигатель
- гиперпространственный двигатель (через кротовую нору)
- дифференциальный парус[англ.]
- инерцоиды — противоречат закону сохранения импульса

## Сравнение двигательных установок
Ниже приведена сравнительная таблица различных типов двигательных установок, включающая как проверенные, так и гипотетические варианты.
В первой колонке указан удельный импульс (равный скорости истечения рабочего тела), или эквивалентная ему величина для нереактивных двигателей, во второй колонке — тяга двигателя, в третьей — время работы двигателя, в четвёртой — максимальное приращение скорости (для одноступенчатой системы), при этом:
- если приращение скорости много больше удельного импульса, требуется огромное количество топлива;
- если приращение скорости много меньше удельного импульса, требуется пропорционально большее количество энергии, а при её отсутствии — времени.

В пятой колонке указан уровень готовности технологии:
- 1 — известны только основные физические принципы;
- 2 — сформулирована теория;
- 3 — теория подтверждена экспериментально;
- 4 — компоненты испытаны в лаборатории;
- 5 — компоненты испытаны в вакууме;
- 6 — проведены наземные испытания / компоненты испытаны в космосе;
- 7 — проведены испытания в космосе;
- 8 — допущено к лётным испытаниям;
- 9 — проведены лётные испытания.

| Тип                                                                      | Эквивалентный удельный импульс (км/с)              | Тяга (Н)                                                                       | Время работы        | Макс. приращение скорости (км/с)        | Уровень готовности |
| ------------------------------------------------------------------------ | -------------------------------------------------- | ------------------------------------------------------------------------------ | ------------------- | --------------------------------------- | ------------------ |
| Твердотопливный ракетный двигатель                                       | 1—4                                                | 103 — 107                                                                      | минуты              | ~ 7                                     | 9                  |
| Гибридный ракетный двигатель                                             | 1,5—4,2                                            | <0,1 — 107                                                                     | минуты              | > 3                                     | 9                  |
| Однокомпонентный ракетный двигатель                                      | 1—3                                                | 0,1 — 100                                                                      | миллисекунды/минуты | ~ 3                                     | 9                  |
| Жидкостный ракетный двигатель                                            | 1,0—4,7                                            | 0,1 — 107                                                                      | минуты              | ~ 9                                     | 9                  |
| Ионный двигатель                                                         | 15 — 210                                           | 10−3 — 10                                                                      | месяцы/годы         | > 100                                   | 9                  |
| Двигатель на эффекте Холла                                               | 8—50                                               | 10−3 — 10                                                                      | месяцы/годы         | > 100                                   | 9                  |
| Резисторный ракетный двигатель                                           | 2—6                                                | 10−2 — 10                                                                      | минуты              | ?                                       | 8                  |
| Электрический ракетный двигатель термический                             | 4—16                                               | 10−2 — 10                                                                      | минуты              | ?                                       |                    |
| Электростатический ракетный двигатель                                    | 100 — 130                                          | 10−6 — 10−3                                                                    | месяцы/годы         | ?                                       | 8                  |
| Пульсирующий плазменный двигатель                                        | ~ 20                                               | ~ 0.1                                                                          | ~2 000-10 000 ч     | ?                                       | 7                  |
| Двухрежимный ракетный двигатель                                          | 1—4,7                                              | 0.1 — 107                                                                      | миллисекунды/минуты | ~ 3 — 9                                 | 7                  |
| Солнечный парус                                                          | 300 000 (давление света) 145—750 (солнечный ветер) | 9 на 1 а. е. 230 на 0,2 а. е. 10−10 на 4 св. годах (для паруса площадью 1 км²) | неограниченно       | > 40                                    | 9, 6, 5            |
| Трехкомпонентный ракетный двигатель                                      | 2,5—5,3                                            | 0,1 — 107                                                                      | минуты              | ~ 9                                     | 6                  |
| Магнитоплазмодинамический двигатель                                      | 20—100                                             | 100                                                                            | недели              | ?                                       | 6                  |
| Ядерный ракетный двигатель                                               | 9                                                  | 107                                                                            | минуты              | > ~ 20                                  | 6                  |
| Электромагнитный ускоритель                                              | 0 — ~30                                            | 104 — 108                                                                      | месяцы              | ?                                       | 6                  |
| Тросовая система                                                         | —                                                  | 1—1012                                                                         | минуты              | ~ 7                                     | 7                  |
| Прямоточный воздушно-реактивный двигатель                                | 5—6                                                | 0.1 — 107                                                                      | секунды/минуты      | > 7?                                    | 6                  |
| Двигатель с ожижением атмосферного воздуха                               | 4,5                                                | 103 — 107                                                                      | секунды/минуты      | ?                                       | 6                  |
| Пульсирующий индуктивный двигатель                                       | 10—80                                              | 20                                                                             | месяцы              | ?                                       | 5                  |
| Электромагнитный ракетный ускоритель                                     | 10—300                                             | 40 — 1,200                                                                     | дни/месяцы          | > 100                                   | 5                  |
| Плазменный двигатель                                                     | 10—130                                             | 0,1—1                                                                          | дни/месяцы          | > 100                                   | 5                  |
| Солнечный ракетный двигатель                                             | 7—12                                               | 1 — 100                                                                        | недели              | > ~ 20                                  | 4                  |
| Радиоизотопный ракетный двигатель                                        | 7—8                                                | 1.3 — 1.5                                                                      | месяцы              | ?                                       | 4                  |
| Ядерный электрический ракетный двигатель                                 | переменная                                         | переменная                                                                     | переменная          | ?                                       | 4                  |
| Проект «Орион» (ядерный «взрыволёт»)                                     | 20—100                                             | 109 — 1012                                                                     | несколько дней      | ~ 30—60                                 | 3                  |
| Космический лифт                                                         | —                                                  | —                                                                              | неограниченно       | > 12                                    | 3                  |
| Ракетный двигатель SABRE                                                 | 30/4,5                                             | 0.1 — 107                                                                      | минуты              | 9,4                                     | 3                  |
| Магнитный парус                                                          | 145—750                                            | 70/40 тонн                                                                     | неограниченно       | ?                                       | 3                  |
| Мини-магнитосферный плазменный двигатель                                 | 200                                                | ~1 Н/кВт                                                                       | месяцы              | ?                                       | 3                  |
| Лучевой (лазерный) двигатель                                             | переменная                                         | переменная                                                                     | переменная          | ?                                       | 3                  |
| Пусковая петля/космический мост                                          | —                                                  | ~104                                                                           | минуты              | ≫ 11 — 30                               | 2                  |
| Проект «Дедал»                                                           | 20—1000                                            | 109 — 1012                                                                     | годы                | ~ 15 000                                | 2                  |
| Газофазный ядерный реактивный двигатель                                  | 10—20                                              | 103 — 106                                                                      | ?                   | ?                                       | 2                  |
| Ядерный ракетный двигатель на гомогенном растворе солей ядерного топлива | 100                                                | 103 — 107                                                                      | полчаса             | ?                                       | 2                  |
| Парус на частицах ядерного распада                                       | ?                                                  | ?                                                                              | ?                   | ?                                       | 2                  |
| Ракетный двигатель на частицах ядерного распада                          | 15 000                                             | ?                                                                              | ?                   | ?                                       | 2                  |
| Фотонный двигатель                                                       | 300 000                                            | 10−5 — 1                                                                       | годы/десятилетия    | ?                                       | 2                  |
| Термоядерный ракетный двигатель                                          | 100—1000                                           | ?                                                                              | ?                   | ?                                       | 2                  |
| Каталитический ядерный импульсный ракетный двигатель на антиматерии      | 200—4000                                           | ?                                                                              | дни/недели          | ?                                       | 2                  |
| Межзвёздный прямоточный двигатель Бассарда                               | 2,2—20 000                                         | ?                                                                              | неограниченно       | ~30 000                                 | 2                  |
| Двигатель Алькубьерре                                                    | > 300 000                                          | ?                                                                              | ?                   | неограниченно                           | 2                  |
| Варп-двигатель                                                           | > 300 000                                          | ?                                                                              | ?                   | неограниченно                           | 1                  |
| Тип                                                                      | Эквивалентный удельный импульс (км/с)              | Тяга (Н)                                                                       | Время работы        | Максимальное приращение скорости (км/с) | Уровень готовности |